# 몬트리올섬
몬트리올섬(프랑스어: île de Montréal 몽레알 섬[*], 영어: Island of Montreal)은 캐나다 퀘벡주의 남쪽, 세인트로렌스강과 오타와강이 합류하는 지점에 위치하고 있다.